# 1980年至1981年香港甲組足球聯賽
1980–81年香港甲組足球聯賽（英語：Hong Kong First Division Football League），是第 70 屆香港甲組足球聯賽，本屆聯賽共有 11 隊參賽球隊，冠軍是精工，他們以 20 場 13 勝 5 和 2 合共取得 31 分。精工隊第 5 次贏得港甲冠軍。

## 外部連結
- 香港足球總會官網（页面存档备份，存于）
- 香港甲組足球聯賽 歷屆冠軍（页面存档备份，存于）